# KaNgwane
KaNgwane fou un bantustan sud-africà implantat pel govern de l'apartheid. S'hi va constituir una administració semi-independent per als habitants de l'etnia swazi.
Anomeant amb anterioritat "Territori Swazi", li atoragaren autogovern nominal el 1981. La capital era Schoemansdal. Fou el menys poblat dels deu bantustans, amb uns 183.000 habitants segons estimacions. El 1994 fou reintegrat a Sud-àfrica i forma part de les províncies de Mpumalanga i KwaZulu-Natal.
A diferència dels altres homelands, KaNgwane no adoptà una bandera distintiva.